# Fidji aux Jeux olympiques d'été de 2020
Les Fidji participent aux Jeux olympiques d'été de 2020 à Tokyo. Le pays a remporté aux Jeux de 2016 la première médaille olympique de son histoire grâce à la victoire de son équipe masculine de rugby à sept en finale du tournoi inaugural de cette discipline. Cette équipe sera présente pour défendre son titre aux Jeux de Tokyo.
Le Comité international olympique autorise à partir de ces Jeux à ce que les délégations présentent deux porte-drapeaux, une femme et un homme, pour la cérémonie d'ouverture. Les joueurs de rugby à sept Jerry Tuwai et Rusila Nagasau sont nommés par l'Association des sports et comité national olympique des Fidji le 7 juillet 2021.

## Médaillés
| Sport        | Discipline       | Athlète(s) | Performance                     | Date       |
| ------------ | ---------------- | --- | ------------------------------- | ---------- |
| Rugby à sept | Tournoi masculin | Napolioni Bolaca Vilimoni Botitu Meli Derenalagi Sireli Maqala Iosefo Masi Waisea Nacuqu Kalione Nasoko Semi Radradra Aminiasi Tuimaba Asaeli Tuivuaka Jerry Tuwai Josua Vakurunabili Jiuta Wainiqolo | Nouvelle-Zélande Victoire 27-12 | 28 juillet |

| Sport        | Discipline      | Athlète(s) | Performance                    | Date       |
| ------------ | --------------- | --- | ------------------------------ | ---------- |
| Rugby à sept | Tournoi féminin | Lavena Cavuru Raijieli Daveua Laisana Likuceva Rusila Nagasau Ana Maria Naimasi Alowesi Nakoci Roela Radiniyavuni Viniana Riwai Ana Roqica Sesenieli Donu Vasiti Solikoviti Lavenia Tinai Reapi Ulunisau | Grande-Bretagne Victoire 21-12 | 31 juillet |

## Athlètes engagés
| Sport           | Hommes | Femmes | Total |
| --------------- | ------ | ------ | ----- |
| Athlétisme      | 1      | 0      | 1     |
| Judo            | 1      | 0      | 1     |
| Natation        | 1      | 1      | 2     |
| Rugby à sept    | 13     | 13     | 26    |
| Tennis de table | 0      | 1      | 1     |
| Voile           | 0      | 1      | 1     |
| Total           | 16     | 16     | 32    |

## Résultats

### Athlétisme
Les Fidji bénéficient d'une place attribuée au nom de l'universalité des Jeux. Banuve Tabakaucoro dispute le 100 mètres masculin.
| Athlète            | Épreuve        | Tour préliminaire | Tour préliminaire | 1er tour | 1er tour | Demi-finale | Demi-finale | Finale  | Finale  |
| Athlète            | Épreuve        | Temps             | Rang              | Temps    | Rang     | Temps       | Rang        | Temps   | Rang    |
| ------------------ | -------------- | ----------------- | ----------------- | -------- | -------- | ----------- | ----------- | ------- | ------- |
| Banuve Tabakaucoro | 100 m masculin | 10 s 59           | 3e                | 10 s 70  | 8e       | Éliminé     | Éliminé     | Éliminé | Éliminé |

### Judo
| Athlète         | Compétition     | 1er tour               | 2e tour             | Quart de finale     | Demi-finale         | Repêchage           | Finale / MB         | Rang    |
| Athlète         | Compétition     | Adversaire Résultat    | Adversaire Résultat | Adversaire Résultat | Adversaire Résultat | Adversaire Résultat | Adversaire Résultat | Rang    |
| --------------- | --------------- | ---------------------- | ------------------- | ------------------- | ------------------- | ------------------- | ------------------- | ------- |
| Tevita Takayawa | Moins de 100 kg | Kukolj Défaite 000-010 | Éliminé             | Éliminé             | Éliminé             | Éliminé             | Éliminé             | Éliminé |

### Natation
| Athlète         | Épreuve                 | Série         | Série | Demi-finale | Demi-finale | Finale   | Finale   |
| Athlète         | Épreuve                 | Temps         | Rang  | Temps       | Rang        | Temps    | Rang     |
| --------------- | ----------------------- | ------------- | ----- | ----------- | ----------- | -------- | -------- |
| Taichi Vakasama | 200 m brasse masculin   | 2 min 17 s 35 | 35e   | Éliminé     | Éliminé     | Éliminé  | Éliminé  |
| Cheyenne Rova   | 50 m nage libre féminin | 27 s 11       | 50e   | Éliminée    | Éliminée    | Éliminée | Éliminée |

### Rugby à sept
| Compétition      | Phase de groupe      | Phase de groupe       | Phase de groupe               | Phase de groupe | Quart de finale / MC     | Demi-finale / MC               | Finale / 3e / MC                | Finale / 3e / MC                    |
| Compétition      | Adversaire Score     | Opposition Score      | Opposition Score              | Rang            | Opposition Score         | Opposition Score               | Opposition Score                | Rang                                |
| ---------------- | -------------------- | --------------------- | ----------------------------- | --------------- | ------------------------ | ------------------------------ | ------------------------------- | ----------------------------------- |
| Tournoi masculin | Japon Victoire 24-19 | Canada Victoire 28-14 | Grande-Bretagne Victoire 33-7 | 1er             | Australie Victoire 19-0  | Argentine Victoire 26-14       | Nouvelle-Zélande Victoire 27-12 | Médaille d'or, Jeux olympiques      |
| Tournoi féminin  | France Défaite 5-12  | Canada Victoire 26-12 | Brésil Victoire 41-5          | 2e              | Australie Victoire 14-12 | Nouvelle-Zélande Défaite 17-22 | Grande-Bretagne Victoire 21-12  | Médaille de bronze, Jeux olympiques |

L'équipe masculine fidjienne, championne olympique en titre, se qualifie en mai 2019 pour les Jeux olympiques lorsqu'elle atteint les quarts de finale du Tournoi de Londres de rugby à sept 2019, avant de remporter ce même tournoi en battant largement l'Australie 43-7 en finale.
Les fidjiens conservent leur titre acquis lors des Jeux précédents en battant la Nouvelle-Zélande en finale.
Chez les filles, la sélection féminine se qualifie pour les Jeux en atteignant la finale du Championnant océanien de rugby à sept féminin 2019 (en), se défaisant de la Papouasie-Nouvelle-Guinée (en) 36-0 en demi-finale. Les Fidjiennes sont ensuite battues 12-24 en finale par les Australiennes.

### Tennis de table
| Athlète(s) | Compétition  | Tour préliminaire   | 1er tour         | 2e tour          | 3e tour          | 4e tour          | Quarts de finale | Demi-finale      | Finale / MB      | Rang     |
| Athlète(s) | Compétition  | Adversaire Score    | Adversaire Score | Adversaire Score | Adversaire Score | Adversaire Score | Adversaire Score | Adversaire Score | Adversaire Score | Rang     |
| ---------- | ------------ | ------------------- | ---------------- | ---------------- | ---------------- | ---------------- | ---------------- | ---------------- | ---------------- | -------- |
| Sally Yee  | Simple dames | Edghill Défaite 1-4 | Éliminée         | Éliminée         | Éliminée         | Éliminée         | Éliminée         | Éliminée         | Éliminée         | Éliminée |

### Voile
| Athlète       | Compétition         | Régate | Régate | Régate | Régate | Régate | Régate | Régate | Régate | Régate | Régate | Régate | Total net | Rang final |
| Athlète       | Compétition         | 1      | 2      | 3      | 4      | 5      | 6      | 7      | 8      | 9      | 10     | CM     | Total net | Rang final |
| ------------- | ------------------- | ------ | ------ | ------ | ------ | ------ | ------ | ------ | ------ | ------ | ------ | ------ | --------- | ---------- |
| Sophia Morgan | Laser Radial femmes | (43)   | 40     | 41     | 35     | 42     | 43     | 36     | 41     | 42     | 36     | EL     | 356       | 42e        |